# François Gigot de La Peyronie
François Gigot de La Peyronie (Montpellier, 15 gennaio 1678 – Versailles, 25 aprile 1747) è stato un medico francese.
Chirurgo della corte del re di Francia Luigi XV, descrisse per primo, nel 1743, la cosiddetta malattia di La Peyronie (induratio penis plastica, che da lui prende il nome).

## Biografia
Figlio di chirurgo a sua volta, iniziò dapprima gli studi presso i Gesuiti a Montpellier, una delle migliori scuole di Francia, studiò quindi filosofia per due anni ed iniziò poi l'apprendistato di chirurgo. Alla giovane età di 17 anni era magister di chirurgia. A Parigi ebbe modo di apprendere ancora da Georges Mareschal (1658-1736), primo chirurgo all'Hôtel-Dieu de Paris.
Come membro della Société royale des Sciences di Montpellier si fece una reputazione di chirurgo capace nell'Armata del maresciallo de Villars; nel 1717 fu designato come successore di Mareschal come primo medico personale di Luigi XV, ed entrò in carica alla morte del suo maestro nel 1736; nel 1721 fu fatto cavaliere.

## Opere
1. Sur quelques obstacles, qui s'opposent à l'éjaculation naturelle de la semence. Mémoires de l'Académie royale de médecine, Paris, 1743, 1: 425-434